# خاوی گوئرا
خاوی گوئرا (انگلیسی: Javi Guerra؛ زادهٔ ۱۵ مارس ۱۹۸۲) بازیکن فوتبال اهل اسپانیا است.
از باشگاه‌هایی که در آن بازی کرده‌است می‌توان به باشگاه فوتبال گرانادا، باشگاه فوتبال وارزیم، باشگاه فوتبال رایو وایکانو، باشگاه ورزشی رئال مایورکا، باشگاه فوتبال دپورتیوو آلاوس، باشگاه فوتبال اسپانیول، باشگاه فوتبال لوانته، باشگاه فوتبال رئال وایادولید، باشگاه فوتبال کادیس، باشگاه فوتبال مالاگا، باشگاه فوتبال والنسیا، و باشگاه فوتبال کاردیف سیتی اشاره کرد.